# Cypringlea evadens
Cypringlea evadens là loài thực vật có hoa trong họ Cói. Loài này được (C.D.Adams) Reznicek & S.González mô tả khoa học đầu tiên năm 2008.